# Mitropolitanska katedrala porođenja Gospodinova
Mitropolitanska katedrala porođenja Gospodinova (rum. Catedrala Mitropolitană Naşterea Domnului), glavna prvostolnica Moldavske pravoslavne Crkve u Kišinjevu u Moldaviji. 
Gradnju mitropolitanske katedrale naručili su guverner Nove Rusije, princ Mihail Semjonovič Voroncov i mitropolit Gavril Bănulescu-Bodoni 1830. godine. Katedrala je sagrađena iste godine u stilu neoklasične arhitekture po nacrtima Abrama Melnikova, koji je projektirao sličnu crkvu u Bolhradu. 
Katedrala je bila bombardirana tijekom Drugog svjetskog rata, a njezin su zvonik uništili lokalni komunisti 1962. Novi je zvonik izgrađen 1997. Obnova interijera još je u tijeku.